# 福島県道6号郡山湖南線
福島県道6号郡山湖南線（ふくしまけんどう6ごう こおりやまこなんせん）は、福島県郡山市内を通る主要地方道に指定された県道である。

## 概要
郡山市街地では麓山通り（「はやま通り」とも表記、国道49号交点より東）、文化通り・安高通り（国道49号交点より西）と呼ばれる。そこから郊外に向かって三森峠を超え、郡山市街から湖南町への最短ルートとなっている。
麓山通り部分の堂前町から開成にかけては、付近に金透記念館（金透小学校内）や郡山市役所旧庁舎、郡山市開成館など明治時代から昭和初期にかけての古い建物が比較的多く残り、歴史に触れられる通りとして観光案内などで紹介されることも多い。

### 路線データ
- 総延長：26.594km
- 実延長：26.182km[3]
- 起点：郡山市中町（福島県道17号郡山停車場線交点 消防署前交差点）
- 終点：郡山市湖南町三代（国道294号交点）

## 歴史
- 1954年1月20日 - 建設省告示第16号が公布され、福島県道中地郡山線の一部、御代上戸停車場線の一部、若松白河線の一部が主要地方道郡山御代若松線に指定される。
- 1964年12月28日 - 建設省告示台3620号が公布され、福島県道郡山三代若松線が主要地方道郡山三代若松線に指定される。
- 1971年6月26日 - 建設省告示第1069号が公布され、福島県道郡山三代若松線が主要地方道郡山会津若松線に指定される。
- 1974年11月12日 - 政令第354号が公布され、主要地方道郡山会津若松線の一部が国道294号に指定される。
- 1976年4月1日 - 建設省告示第935号が公布され、福島県道郡山会津若松線の一部が主要地方道郡山湖南線に指定される。
- 1976年（昭和51年）11月16日 - 福島県によって県道路線に認定される[4]。
- 1993年（平成5年）5月11日 - 建設省から、県道郡山湖南線が郡山湖南線として主要地方道に指定される[5]。
- 2022年（令和4年）3月25日 - 三森バイパス第一工区第二期施工区間の開通により旧道となった郡山市多田野字刎石から字東只子にかけての1,006.9mの区間が、県道指定を外され郡山市道に移管される[6]。

## 路線状況
郡山市中町 - 麓山一丁目間は湖南方面への一方通行の区間である。

### 重複区間
- 国道49号（郡山市開成 地内）

### バイパス・新道
- 三森バイパス

### 道路施設
休石1号橋
逢瀬第1トンネル
休石2号橋
多田野大橋
多田野トンネル
三森大橋
三森トンネル
神代橋
神代下橋
奈良橋
（奈良沢川  湖南町舘）
中川橋
- 全長：33.0m
- 幅員：6.0m
- 竣工：1967年[7]

中川歩道橋
- 全長：33.7m
- 幅員：2.5m
- 竣工：1986年

湖南町中野字向川にて一級水系阿賀野川水系中川を渡る。
仲井橋
- 全長：71.1m
- 幅員：10.0m
- 竣工：1980年[7]

湖南町三代字柿ノ口から字中井に至り、一級水系阿賀野川水系舟津川を渡る。

## 地理

### 通過する自治体
- 福島県
  - 郡山市

### 交差する道路
- 福島県道17号郡山停車場線・福島県道65号小野郡山線（郡山市中町、起点）
- 内環状線（郡山市鶴見坦）
- 国道49号 会津若松方面（郡山市開成二丁目 開成二丁目交差点）
- 国道49号 いわき方面（郡山市開成三丁目 開成三丁目交差点）
- 福島県道143号仁井田郡山線（郡山市開成五丁目）
- 国道4号あさか野バイパス（郡山市台新 台新交差点）
- コスモス通り（郡山市中野）
- 福島県道55号郡山矢吹線（郡山市大槻町字上町）
- 福島県道295号芦ノ口大槻線（郡山市大槻町字三角田）
- 福島県道29号長沼喜久田線（郡山市逢瀬町多田野）
- 福島県道67号中野須賀川線（郡山市湖南町中野）
- 福島県道9号猪苗代湖南線（郡山市湖南町中野）
- 国道294号（郡山市湖南町三代、終点）

### 沿線
- 郡山市立金透小学校（郡山市堂前町）
- 如宝寺（郡山市堂前町）
- 福島県郡山合同庁舎（郡山市麓山一丁目、旧市役所庁舎）
- 福島地方裁判所郡山支部（郡山市麓山1丁目）
- 麓山公園（郡山市麓山1丁目）
- 21世紀記念公園麓山の杜（郡山市麓山1丁目）
- 郡山市水道局（郡山市豊田町）
- こおりやま文学の森資料館・久米正雄記念館（郡山市豊田町）
- 開成山公園（郡山市開成1丁目）
- 安積疏水土地改良区事務所（郡山市開成2丁目）
- 郡山市開成館（郡山市開成3丁目）
- 福島県立安積高等学校（郡山市開成5丁目）
- 福島交通大槻車庫（郡山市大槻町字三角田）
- 浄土松公園（郡山市逢瀬町多田野）
- 郡山市立多田野小学校（郡山市逢瀬町多田野南大界）
- 郡山市園芸振興センター（郡山市逢瀬町多田野寒風坦）
- ふくしま逢瀬ワイナリー（郡山市逢瀬町多田野字郷士郷士）
- 井戸川温泉（郡山市逢瀬町多田野休石）
- 休石温泉（郡山市逢瀬町多田野休石）
- 東光寺・中地大仏（郡山市湖南町中野字堰内）